# Acreichthys hajam
Acreichthys hajam är en fiskart som först beskrevs av Pieter Bleeker 1852.  Acreichthys hajam ingår i släktet Acreichthys och familjen filfiskar. IUCN kategoriserar arten globalt som otillräckligt studerad. Inga underarter finns listade i Catalogue of Life.